# Edelfasanen

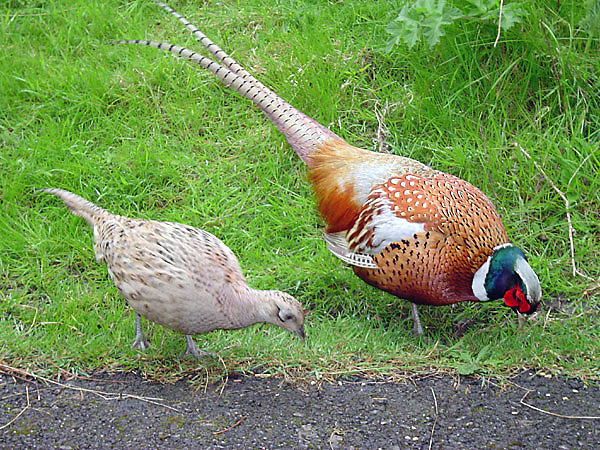
Fasanenpaar. Gut erkennbar der ausgeprägte Sexualdimorphismus und das haarartig zerschlissene Bürzelgefieder.

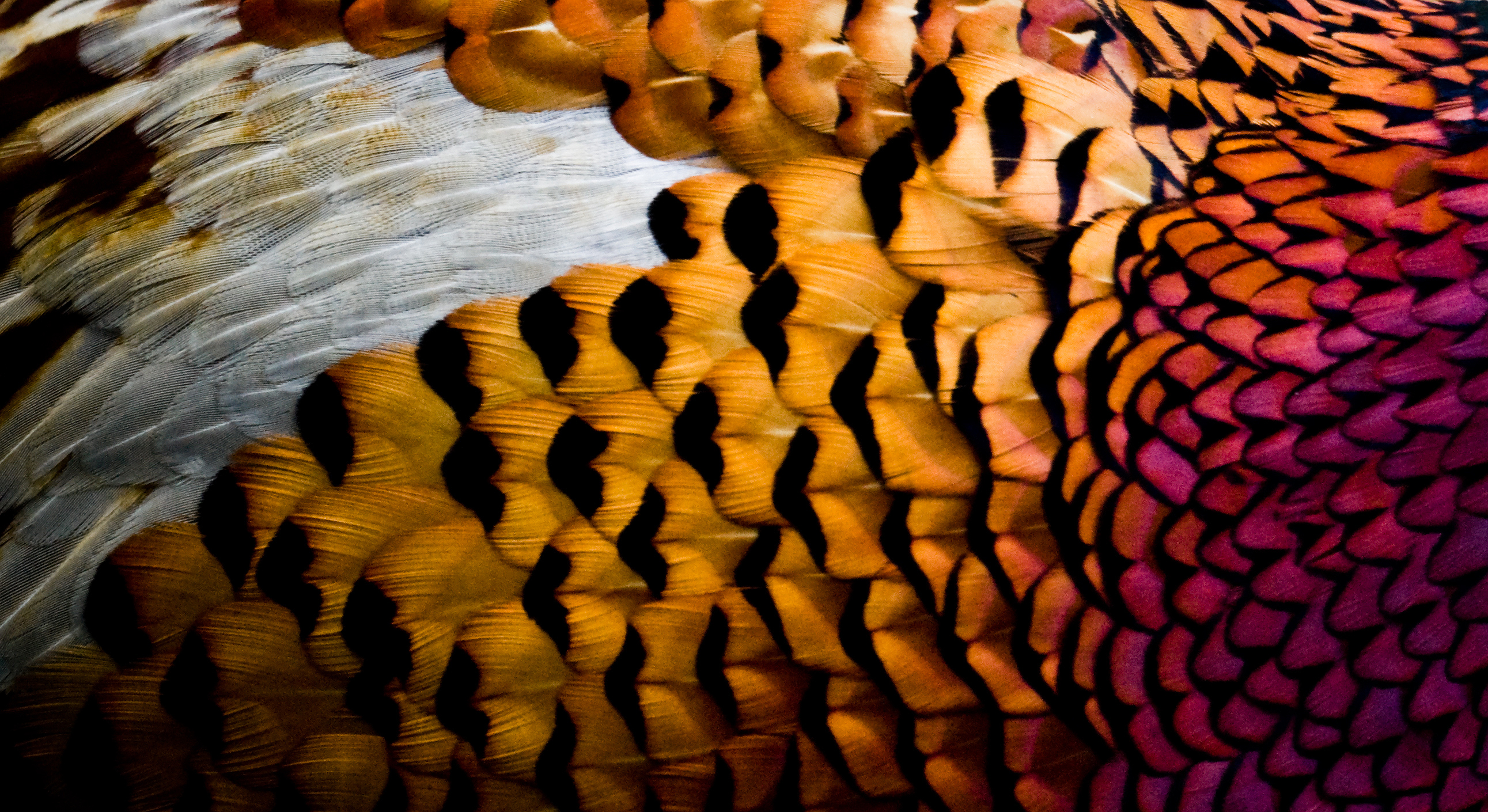
Gefieder des Fasanenhahns. Die Ausprägung der Brustfedern und insbesondere deren Säume unterliegt einer allmählich verlaufenden (klinalen) geografischen Variation von West nach Ost.

Die Edelfasanen (Phasianus) sind eine Gattung innerhalb der Familie der Fasanenartigen, deren natürliche Verbreitung vorwiegend im Süden der Ostpaläarktis liegt und vom Ostrand des Schwarzen Meeres bis nach Japan sowie in Südostasien ein Stück weit in die Orientalische Region reicht. In dieser Gattung stehen je nach Auffassung ein oder zwei Arten – der Fasan und der Buntfasan, dessen Artstatus umstritten ist. Von einigen Autoren wird er dem Fasan zugerechnet, andere betrachten beide Arten als eine Superspezies. Der Fasan variiert geografisch erheblich, so dass über 30 Unterarten anerkannt werden. Beide Arten wurden außerhalb ihres Verbreitungsgebiets eingebürgert, der Fasan in großen Teilen Europas, Nordamerikas, auf Hawaii, in Südaustralien, Neuseeland und Chile, der Buntfasan auf Hawaii und in Nordamerika.

## Beschreibung
Die beiden Arten dieser Gattung sind mit 50–80 cm Körperlänge Fasanen mittlerer Größe mit einem bis zu 60 cm langen, spitzen Schwanz. Typisch für diese Gattung sind das beim Hahn an den Hinterkopfseiten verlängerte Scheitelgefieder, das zwei mehr oder minder lange, aufrichtbare Federohren bildet sowie das haarartig zerschlissene Bürzelgefieder. Die Augenpartie ist unbefiedert und scharlachrot. Sie trägt bei den Hähnen Schwellkörper, die zur Balzzeit erigiert werden und dann einen Stirn- und einen Kehllappen bilden. Innerhalb der nackten Gesichtsregion findet sich hinten unter dem Auge eine kleine befiederte Stelle. Die recht schlanken Läufe sind lang gespornt. Den Hennen fehlt dieser Sporn oder ist bei älteren Tieren als kleiner Knopf ausgeprägt. Die nackte Orbitalregion ist weniger ausgedehnt als beim Hahn und Federohren fehlen.
Es besteht auch ein auffälliger Geschlechtsdimorphismus bezüglich der Gefiederfärbung. Die Hennen haben ein unauffälliges bräunliches, bekritzeltes und bemustertes Gefieder. Die Hähne sind dagegen recht farbenprächtig und Teile des Körpergefieders schillern metallisch grünlich, purpurn oder bläulich. Die 18 flachen, schmal quergebänderten Steuerfedern sind lang, stark gestuft und am Ende leicht nach unten gebogen. Beim mittleren Paar sind die Säume der Fahnen haarartig zerschlissen wie das Bürzelgefieder.

## Lebensweise
Im Unterschied zu anderen Fasanengattungen sind Edelfasanen keine ausgesprochenen Waldbewohner. Ihre Lebensraumansprüche bestehen in guter Deckung als Rückzugsraum und offenen Flächen zur Nahrungsaufnahme, so dass eine kleinteilig mosaikartige Landschaft bevorzugt angenommen wird. In den natürlichen Verbreitungsgebieten sind es vor allem Flusslandschaften und Feuchtgebiete, zum Teil aber auch Bergtäler unterer bis mittlerer Lagen, die diese Gegebenheiten aufweisen, aber auch die extensiv bewirtschaftete Kulturlandschaft bringt diese Eigenschaften mit sich, weswegen sich beide Arten relativ erfolgreich auch außerhalb des Verbreitungsgebietes ansiedeln ließen. Die Höhenverbreitung reicht nur selten bis in Höhen über 3000 m hinaus, ein Großteil der Unterarten kommt im Flachland, im Hügelland und in niedrigen Vorgebirgen vor.
Zur Balzzeit leben Edelfasanen polygam oder seltener monogam, im Winter bilden sich meist kleine bis mittlere Trupps, die oft aus Vögeln des gleichen Geschlechts bestehen. Die Balz besteht überwiegend in einer Seitenbalz, bei der der gefächerte Schwanz, der Rücken und ein herabhängender Flügel präsentiert werden. Nach der Verpaarung ziehen sich die Hennen zum Brutgeschäft zurück und führen die Jungvögel noch einige Zeit lang, bevor diese sich auf die Wintertrupps aufteilen.

## Interne Systematik
Es ist umstritten, ob es sich beim japanischen Buntfasan um eine eigene Art oder lediglich eine farblich stark abweichende Unterartengruppe des Fasans handelt. Für letzteres sprechen die – bis auf die Färbung – geringen morphologischen, ethologischen und brutbiologischen Unterschiede. Zudem sind Kreuzungen immer fruchtbar. Ein weiteres Indiz für die nahe Verwandtschaft bilden die Brustfedern, deren Säume von West nach Ost in einer sich allmählich verändernden (klinalen) Reihe variieren. Bei den westlichen Unterarten sind die schwarzglänzenden Säume breit und die Federn an der Spitze nicht oder kaum eingekerbt. Dies ist bei den östlichen Unterarten des Fasans der Fall, bei denen die schwarzen Säume aber nur schmal oder auf die Spitze reduziert sind. Der Buntfasan stellt die genaue Fortsetzung dieser Reihe dar und steht auch bezüglich anderer Merkmale wie der Schwanz-, Oberflügeldecken-, Bürzel- und Scheitelfärbung oder dem Vorhandensein eines weißen Überaugenstreifs den östlichen Unterarten der torquatus-Gruppe des Fasans sehr nahe.

## Externe Systematik
Edelfasanen sind eng mit den Bindenschwanzfasanen (Syrmaticus) verwandt, unterscheiden sich aber von den Arten dieser Gattung durch die zerschlissene Befiederung des Bürzels und die je nach Unterart mehr oder minder ausgeprägten Federohren, die die Hähne am Hinterkopf tragen. Den Hennen fehlt unter anderem die kontrastreiche Brustzeichnung sowie die hellen Schaftstreifen und Säume auf dem Rückengefieder der Syrmaticus-Hennen. Weitere Unterschiede sind die Färbung der Eier, die eher dunkel olivbraun als cremefarben sind sowie das Dunenkleid der Küken.

## Arten
Zur Gattung der Edelfasanen werden nur zwei Arten gerechnet:
- Fasan (Phasianus colchicus)
- Buntfasan (Phasianus versicolor)

## Belege

### Einzelbelege
1. 1 2  Glutz v. Blotzheim, S. 323f, s. Literatur
2. ↑  Beebe, s. Literatur